# Сивцев, Пётр Андреевич
Пётр Андреевич Сивцев (10 февраля 1986, с. Бердигестях, Горный улус, Якутская АССР, РСФСР, СССР) — российский борец вольного стиля и тренер. Мастер спорта России. Призёр чемпионата России.

## Спортивная карьера
В марте 2010 года стал бронзовым призёром чемпионата Якутии. 25 июня 2010 года стал бронзовым призёром чемпионата России в Волгограде в весовой категории до 55 кг. 9 июля 2010 года был награждён Знаком отличия «Гражданская доблесть». В ноябре 2011 года в составе сборной России на турнире «Московские звезды»-2011 стал обладателем Кубка Европейских наций в Москве. В конце марта 2012 года в Улан-Удэ стал бронзовым призёром «Кубка президента Бурятии». В начале октября 2012 года в Якутске стал победителем матчевой встречи Якутия — США. После окончания спортивной карьеры работает старшим тренер первой квалификационной категории в РССШОР села Бердигестях. 9-10 февраля 2024 года в Бердигестяхе прошёл первый Республиканский турнир среди юношей и юниоров до 21 года в честь Петра Сивцева.

## Спортивные результаты
- Чемпионат России по вольной борьбе 2010 — ;
- Кубок Европейских наций 2011 (команда) — ;